# Michel Houellebecq
Michel Houellebecq, nascido Michel Thomas (Ilha da Reunião, 26 de fevereiro de 1956), é um escritor francês. Ficiconista, poeta, ensaísta, realizador, argumentista, Houellebecq é um dos mais traduzidos autores franceses contemporâneos, e também um dos mais controversos. Michel Houellebecq é o enfant terrible da literatura francesa atual. Odiado e amado, os seus livros abordam sempre temas na moda e são altamente polémicos, porque ele tem sempre um ponto de vista iconoclasta sobre os problemas.
Seus romances Partículas Elementares e Plataforma lhe valeram uma reputação internacional de provocador, embora sejam também frequentemente considerados como um sinal de renovação da literatura francesa. Com o  livro La Carte et le Territoire, Michel Houellebecq recebeu o prêmio Goncourt de 2010, o mais prestigioso da literatura francesa.

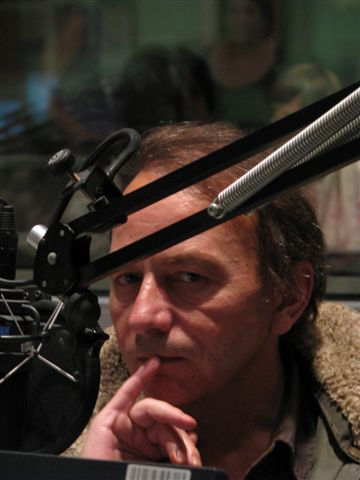
Michel Houellebecq (2008)

## Biografia
É filho de Lucie Ceccaldi, médica anestesista francesa nascida na Argélia, e de René Thomas, instrutor de esqui e guia de alta montanha. Ele declara que os pais se desinteressaram rapidamente dele, sobretudo após o nascimento de uma meia-irmã. Assim,  foram os avós maternos que o criaram, na Argélia. Com seis anos, mudou-se para França com a avó paterna, Henriette, cujo sobrenome adotou.
Após estudos num liceu em Meaux, entrou na classe preparatória para as grandes écoles, no  Liceu  Chaptal de Paris. Em 1975, começou a estudar  no Institut national agronomique Paris-Grignon (INA P-G). Nesta escola, fundou a efêmera  revista literária Karamazov, para a qual escreveu alguns poemas, e começou a realizar o filme intitulado Cristal de souffrance.
Saiu diplomado da escola em 1978, com a imprevista especialização em "Valorização do meio natural e ambiental".
Aos 16 anos começou a ler H.P. Lovecraft, mestre estado-unidense da literatura de fantasia e terror. Em 1991 dedicaria um ensaio a Lovecraft.

### Polêmicas
No mesmo ano do seu lançamento, La carte et le territoire tornou-se objeto de uma grande polêmica, depois que o site Slate.fr afirmou que o continha trechos transcritos da Wikipédia francesa, sem atribuição de crédito. O artigo, intitulado "A possibilidade do plágio", aponta pelo menos três passagens de  "La carte et le territoire" que aparentemente teriam sido "emprestadas" da edição francesa da enciclopédia.   A licença CCbySA 3.0, utilizada pela Wikipédia, permite o uso livre mas exige a menção da fonte. Os verbetes em questão falam sobre a mosca-doméstica, a cidade de Beauvais e um ativista francês. Além disso, o mesmo site indica a possibilidade de que o escritor tenha copiado a descrição do trabalho de agentes da polícia francesa (do site do Ministério do Interior da França) e a descrição de um hotel no sul da França (da página do próprio hotel).
Além das polémicas devidas a seus livros, suas declarações à midia têm sido tomadas contra ele. Houellebecq tem dito que a clonagem possui mais valores humanistas do que o aborto, ou que a religião mais estúpida é o islão.
Sobre o liberalismo económico declarou: 
| “ | O capitalismo liberal alargou o seu controlo sobre as consciências; das suas mãos nasceram o mercantilismo, a publicidade, o culto absurdo e desdenhoso da eficiência económica, o apetite exclusivo e imoderado pela riqueza material. | ” |